# Dolichopeza pallidula
Dolichopeza pallidula är en tvåvingeart som beskrevs av Alexander 1928. Dolichopeza pallidula ingår i släktet Dolichopeza och familjen storharkrankar. Inga underarter finns listade i Catalogue of Life.